# 대한국무도연맹
대한국무도연맹(大韓國武道聯盟, Korea Kukmudo Federation, KKF)은 대한민국의 국무도 종목 행정을 총괄하는 스포츠 행정 기구이다. 1999년 6월에 설립된 후, 2016년에 '전국국무도연합회'에서 '대한국무도연맹'으로 명칭을 변경했다. 대한체육회와 국민생활체육회가 통합된 후 준회원 종목 단체 자격이 인정되었지만, 대한체육회로부터 1년간 유보 단체로 지정된 후, 2017년 8월에 대한체육회 회원 종목 단체 자격을 상실했다.

## 같이 보기
- 국무도